# Chelymorpha cribraria
Chelymorpha cribraria är en skalbaggsart som först beskrevs av Fabricius 1775.  Chelymorpha cribraria ingår i släktet Chelymorpha och familjen bladbaggar. Inga underarter finns listade i Catalogue of Life.